# Brookula prognata
Brookula prognata là một loài ốc biển nhỏ, là động vật thân mềm chân bụng sống ở biển trong họ Liotiidae.
This species được tìm thấy ở ly in the vicinity của quần đảo three Kings, New Zealand.